# Irkout MC-21
Dimensions
L'Irkout MC-21 (en cyrillique : Ирку́т МС-21)  est un avion de ligne biréacteur moyen-courrier mono-couloir de l'avionneur russe Irkout-Yakovlev (membre du consortium UAC) dont le premier vol a eu lieu le 28 mai 2017. Le nom de l’avion vient de Maguistralny Samoliot 21 veka (en russe : Магистральный Самолёт 21 века (avion majeur du 21e siècle)).
Le MC-21 se décline en une version de base MC-21-300, une version courte MC-21-200 et une version longue MC-21-400, pour une capacité de  à 130 à 240 passagers selon l’aménagement intérieur .

## Historique

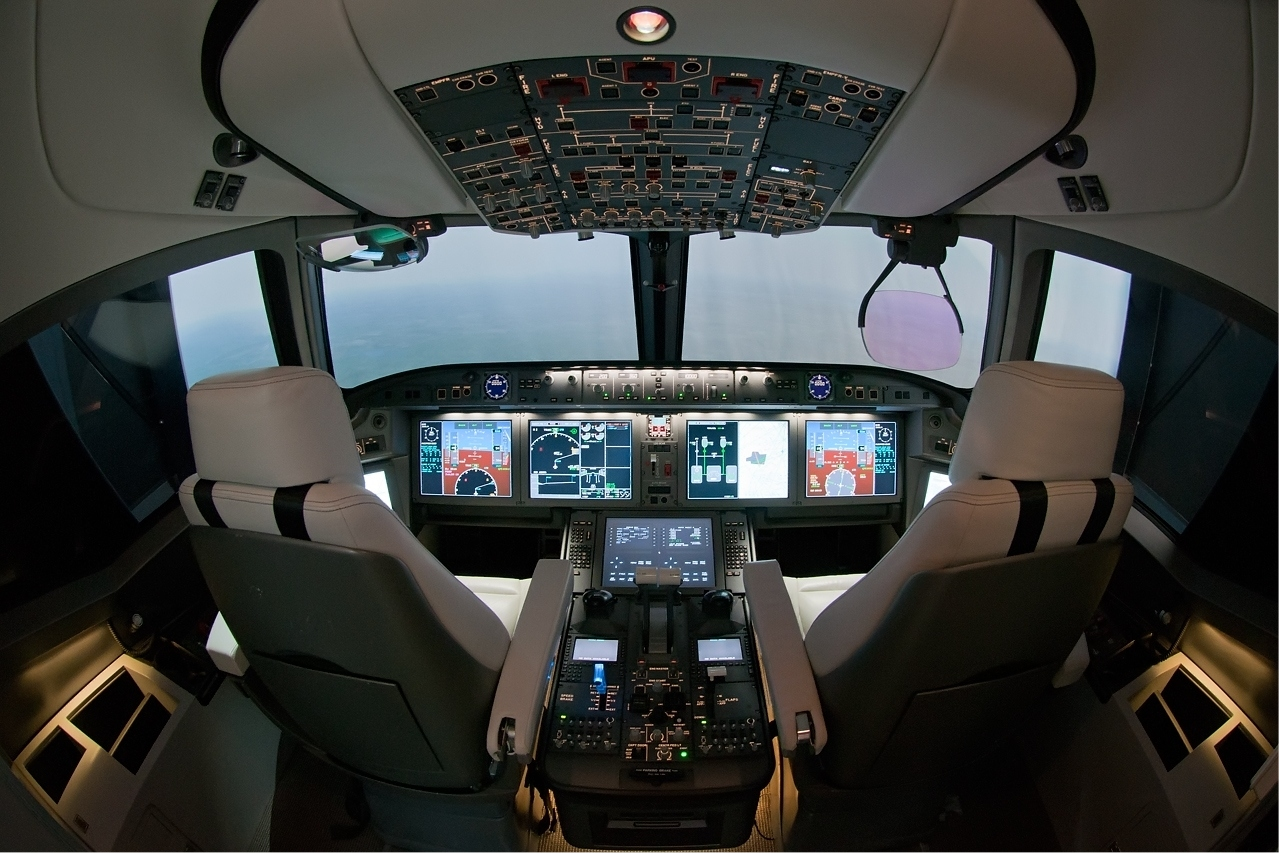
Poste de pilotage.

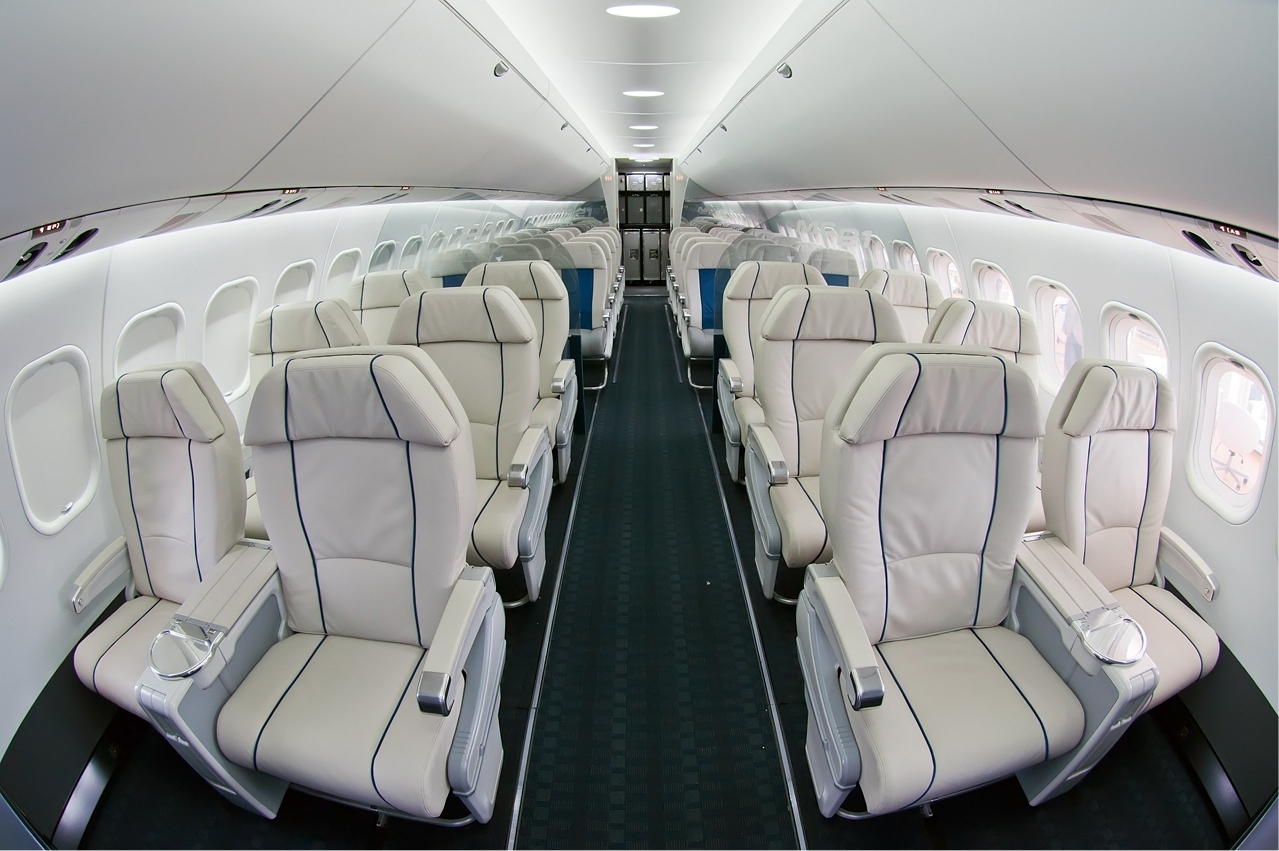
Cabine avec au premier plan la classe affaires et au second plan la classe économique.

En 2009, Irkout annonce une première sortie de chaîne en 2014 et une certification européenne en 2016. 
En septembre 2014, à la suite de retards, on déclare qu'il fera son premier vol en avril 2016 et entrera en service en 2017. Il est prévu d’en construire 50 exemplaires par an à partir de 2018.
Le MC-21-300 effectue son premier vol le 28 mai 2017 à Irkoutsk. Il est rejoint par un deuxième prototype le 12 mai 2018. Un troisième prototype fait son vol inaugural le 16 mars 2019 et un quatrième prototype le 25 décembre 2019.
En février 2019, la production en série qui devait commencer en 2019 est décalée d'un an et est désormais prévue pour fin 2020. Le retard est annoncé comme étant consécutif à des sanctions des États-Unis à l'encontre d'entreprises russes participant au projet notamment dans le domaine des matériaux composites.
Le 23 novembre 2020, Irkout annonce la fin d'assemblage du premier MC-21-310, version équipée du moteur russe Aviadvigatel PD-14 à la suite des sanctions américaines bloquant la livraison des moteurs Pratt & Whitney équipant originellement la version MC-21-300. Cet appareil est le cinquième prototype. Son assemblage avait commencé en décembre 2019 et a donc duré presque un an. Cette version équipée de moteurs russes fait son premier vol le 15 décembre 2020, à Irkoutsk.
En décembre 2021, Rosaviatsia, agence fédérale du transport aérien, délivre un certificat de type pour le MC-21-300. L'entrée en service de l'appareil par la compagnie Rossiya est attendue pour septembre 2022.
Les sanctions contre la Russie consécutives à l'invasion de l'Ukraine par la Russie en 2022 bouleversent le calendrier. Seuls trois modèles sont livrés avec des moteurs Pratt & Whitney et doivent servir pour l'entraînement. Les autres avions doivent utiliser le moteur Aviadvigatel PD-14 qui n'est pas encore certifié en novembre 2022.

## Caractéristiques
Le MC-21 se décline en une version de base MC-21-300, une version courte MC-21-200 et une version longue MC-21-400. 
Selon l’aménagement intérieur, la version courte MC-21-200 peut accueillir de 132 à 165 passagers, et la version de base MC-21-300 de 163 à 211. Une version longue MC-21-400 est prévue ultérieurement.
Avec un fuselage de 4,06 m soit 10 cm de plus que les A320 et C919, et 30  cm de plus que les B737, le MC-21 offrirait plus de confort en cabine.

## Positionnement commercial
Avec le Comac C919 chinois, il représente une nouvelle génération de concurrents de l'Airbus A320 et du Boeing 737. Avec de nouvelles motorisations (réacteurs américains Pratt & Whitney PW1400G et russes PD-14) et une utilisation forte de matériaux composites (35 % de la structure, pour une masse totale de 15 % inférieure aux standards précédents), le MC-21 escompte un gain en consommation et coûts sur ses concurrents.

## Commandes
En juillet 2018, le constructeur fait état de 176 commandes fermes et d'environ 150 options.